# Josep Bestard i Fiol
Josep Bestard i Fiol (Santa Maria del Camí, 1873 - Palma, 1945), sacerdot i advocat.
El 1898 rebé el prebiteriat a Puerto Rico. En tornar a Mallorca el marquès de la Romana el contractà com a preceptor dels seus fills. Es traslladà a Madrid on alternà el seu treball com a mentor amb els estudis a la Universitat. El 1902 es llicencià en dret civil i canònic. El 1905 obtingué el títol de professor de la Reial Legislació i Jurisprudència de Madrid. Es dedicà a la docència en aquesta ciutat, on fundà l'Acadèmia Jurídica.